# Canadian Open 2014 - Qualificazioni singolare femminile
Le qualificazioni del singolare femminile del Canadian Open 2014 sono state un torneo di tennis preliminare per accedere alla fase finale della manifestazione. I vincitori dell'ultimo turno sono entrati di diritto nel tabellone principale. In caso di ritiro di uno o più giocatori aventi diritto a questi sono subentrati i lucky loser, ossia i giocatori che hanno perso nell'ultimo turno ma che avevano una classifica più alta rispetto agli altri partecipanti che avevano comunque perso nel turno finale.

## Teste di serie
1. Shuai Peng (primo turno)
2. Lauren Davis (qualificata)
3. Karolína Plíšková (ultimo turno)
4. Coco Vandeweghe (qualificata)
5. Elena Vesnina (ultimo turno)
6. Christina McHale (ultimo turno)
7. Jaroslava Švedova (ritirata)
8. Heather Watson (qualificata)
9. Yanina Wickmayer (qualificata)
10. Annika Beck (primo turno)
11. Mónica Puig (qualificata)
12. Chanelle Scheepers (ritirata)
13. Karin Knapp (qualificata)

1. Kiki Bertens (qualificata)
2. Kristina Mladenovic (ultimo turno)
3. Donna Vekić (primo turno)
4. Timea Bacsinszky (qualificata)
5. Marina Eraković (ritirata)
6. Kimiko Date-Krumm (ultimo turno)
7. Paula Ormaechea (primo turno)
8. Julia Görges (ultimo turno)
9. Kristýna Plíšková (primo turno)
10. Tereza Smitková (qualificata)
11. Julia Glushko (ultimo turno)
12. Michelle Larcher de Brito (ultimo turno)

## Qualificate
1. Shelby Rogers
2. Lauren Davis
3. Timea Bacsinszky
4. Coco Vandeweghe
5. Tereza Smitková
6. Kiki Bertens

1. Karin Knapp
2. Heather Watson
3. Yanina Wickmayer
4. Julija Putinceva
5. Mónica Puig
6. Stéphanie Dubois

## Tabellone

### Legenda
| - Q = Qualificato - WC = Wild card - LL = Lucky loser | - ALT = Alternate - SE = Special Exempt - PR = Protected Ranking | - w/o = Walkover - r = Ritirato - d = Squalificato |

### Sezione 1
|  | Primo turno | Primo turno       | Primo turno   | Primo turno | Primo turno |  |  | Ultimo turno | Ultimo turno  | Ultimo turno  | Ultimo turno | Ultimo turno |  |
|  |             |                   |               |             |             |  |  |              |               |               |              |              |  |
|  | 1           | Shuai Peng        | Shuai Peng    | 1           | 3           |  |  |              |               |               |              |              |  |
|  |             | Shelby Rogers     | Shelby Rogers | 6           | 6           |  |  |              | Shelby Rogers | Shelby Rogers | 6            | 6            |  |
|  | WC          | Carol Zhao        | 3             | 6           | 6           |  |  | WC           | Carol Zhao    | Carol Zhao    | 2            | 4            |  |
|  | 22          | Kristýna Plíšková | 6             | 1           | 1           |  |  |              |               |               |              |              |  |

### Sezione 2
|  | Primo turno | Primo turno       | Primo turno       | Primo turno | Primo turno |  |  | Ultimo turno | Ultimo turno      | Ultimo turno | Ultimo turno | Ultimo turno |  |
|  |             |                   |                   |             |             |  |  |              |                   |              |              |              |  |
|  | 2           | Lauren Davis      | Lauren Davis      | 6           | 7           |  |  |              |                   |              |              |              |  |
|  | WC          | Heidi El Tabakh   | Heidi El Tabakh   | 0           | 68          |  |  | 2            | Lauren Davis      | 6            | 3            | 6            |  |
|  |             | Urszula Radwańska | Urszula Radwańska | 6           | 6           |  |  |              | Urszula Radwańska | 3            | 6            | 1            |  |
|  | 20          | Paula Ormaechea   | Paula Ormaechea   | 3           | 1           |  |  |              |                   |              |              |              |  |

### Sezione 3
|  | Primo turno | Primo turno       | Primo turno       | Primo turno | Primo turno |  |  | Ultimo turno | Ultimo turno      | Ultimo turno      | Ultimo turno | Ultimo turno |  |
|  |             |                   |                   |             |             |  |  |              |                   |                   |              |              |  |
|  | 3           | Karolína Plíšková | Karolína Plíšková | 6           | 6           |  |  |              |                   |                   |              |              |  |
|  | ALT         | Ol'ga Savčuk      | Ol'ga Savčuk      | 1           | 2           |  |  | 3            | Karolína Plíšková | Karolína Plíšková | 5            | 4            |  |
|  |             | Melanie Oudin     | Melanie Oudin     | 2           | 5           |  |  | 17           | Timea Bacsinszky  | Timea Bacsinszky  | 7            | 6            |  |
|  | 17          | Timea Bacsinszky  | Timea Bacsinszky  | 6           | 7           |  |  |              |                   |                   |              |              |  |

### Sezione 4
|  | Primo turno | Primo turno        | Primo turno        | Primo turno        | Primo turno |  |  | Ultimo turno | Ultimo turno    | Ultimo turno    | Ultimo turno | Ultimo turno |  |
|  |             |                    |                    |                    |             |  |  |              |                 |                 |              |              |  |
|  | 4           | Coco Vandeweghe    | Coco Vandeweghe    | 6                  | 6           |  |  |              |                 |                 |              |              |  |
|  | WC          | Gabriela Dabrowski | Gabriela Dabrowski | 0                  | 3           |  |  | 4            | Coco Vandeweghe | Coco Vandeweghe | 6            | 6            |  |
|  |             | Kateřina Siniaková | Kateřina Siniaková | Kateřina Siniaková |             |  |  | 24           | Julia Glushko   | Julia Glushko   | 0            | 2            |  |
|  | 24          | Julia Glushko      | Julia Glushko      | Julia Glushko      | w/o         |  |  |              |                 |                 |              |              |  |

### Sezione 5
|  | Primo turno | Primo turno     | Primo turno     | Primo turno | Primo turno |  |  | Ultimo turno | Ultimo turno    | Ultimo turno    | Ultimo turno | Ultimo turno |  |
|  |             |                 |                 |             |             |  |  |              |                 |                 |              |              |  |
|  | 5           | Elena Vesnina   | Elena Vesnina   | 6           | 6           |  |  |              |                 |                 |              |              |  |
|  | WC          | Maria Patrascu  | Maria Patrascu  | 3           | 3           |  |  | 5            | Elena Vesnina   | Elena Vesnina   | 4            | 1            |  |
|  |             | Grace Min       | Grace Min       | 3           | 1           |  |  | 23           | Tereza Smitková | Tereza Smitková | 6            | 6            |  |
|  | 23          | Tereza Smitková | Tereza Smitková | 6           | 6           |  |  |              |                 |                 |              |              |  |

### Sezione 6
|  | Primo turno | Primo turno      | Primo turno      | Primo turno | Primo turno |  |  | Ultimo turno | Ultimo turno     | Ultimo turno     | Ultimo turno | Ultimo turno |  |
|  |             |                  |                  |             |             |  |  |              |                  |                  |              |              |  |
|  | 6           | Christina McHale | Christina McHale | 6           | 6           |  |  |              |                  |                  |              |              |  |
|  | ALT         | Petra Martić     | Petra Martić     | 1           | 3           |  |  | 6            | Christina McHale | Christina McHale | 3            | 4            |  |
|  |             | Anna Tatišvili   | 6                | 4           | 1           |  |  | 14           | Kiki Bertens     | Kiki Bertens     | 6            | 6            |  |
|  | 14          | Kiki Bertens     | 4                | 6           | 6           |  |  |              |                  |                  |              |              |  |

### Sezione 7
|  | Primo turno | Primo turno               | Primo turno       | Primo turno | Primo turno |  |  | Ultimo turno | Ultimo turno              | Ultimo turno              | Ultimo turno | Ultimo turno |  |
|  |             |                           |                   |             |             |  |  |              |                           |                           |              |              |  |
|  | 25          | Michelle Larcher de Brito | 63                | 6           | 6           |  |  |              |                           |                           |              |              |  |
|  |             | Chan Yung-jan             | 7                 | 4           | 3           |  |  | 25           | Michelle Larcher de Brito | Michelle Larcher de Brito | 4            | 3            |  |
|  |             | Andrea Hlaváčková         | Andrea Hlaváčková | 3           | 0           |  |  | 13           | Karin Knapp               | Karin Knapp               | 6            | 6            |  |
|  | 13          | Karin Knapp               | Karin Knapp       | 6           | 6           |  |  |              |                           |                           |              |              |  |

### Sezione 8
|  | Primo turno | Primo turno          | Primo turno | Primo turno | Primo turno |  |  | Ultimo turno | Ultimo turno   | Ultimo turno   | Ultimo turno | Ultimo turno |  |
|  |             |                      |             |             |             |  |  |              |                |                |              |              |  |
|  | 8           | Heather Watson       | 6           | 67          | 6           |  |  |              |                |                |              |              |  |
|  |             | Mirjana Lučić-Baroni | 3           | 7           | 4           |  |  | 8            | Heather Watson | Heather Watson | 6            | 6            |  |
|  |             | Tamira Paszek        | 4           | 6           | 6           |  |  |              | Tamira Paszek  | Tamira Paszek  | 3            | 2            |  |
|  | 16          | Donna Vekić          | 6           | 2           | 4           |  |  |              |                |                |              |              |  |

### Sezione 9
|  | Primo turno | Primo turno          | Primo turno          | Primo turno | Primo turno |  |  | Ultimo turno | Ultimo turno        | Ultimo turno | Ultimo turno | Ultimo turno |  |
|  |             |                      |                      |             |             |  |  |              |                     |              |              |              |  |
|  | 9           | Yanina Wickmayer     | Yanina Wickmayer     | 6           | 6           |  |  |              |                     |              |              |              |  |
|  |             | Verónica Cepede Royg | Verónica Cepede Royg | 0           | 1           |  |  | 9            | Yanina Wickmayer    | 1            | 7            | 7            |  |
|  | WC          | Gloria Liang         | Gloria Liang         | 2           | 3           |  |  | 15           | Kristina Mladenovic | 6            | 64           | 64           |  |
|  | 15          | Kristina Mladenovic  | Kristina Mladenovic  | 6           | 6           |  |  |              |                     |              |              |              |  |

### Sezione 10
|  | Primo turno | Primo turno       | Primo turno       | Primo turno | Primo turno |  |  | Ultimo turno | Ultimo turno      | Ultimo turno | Ultimo turno | Ultimo turno |  |
|  |             |                   |                   |             |             |  |  |              |                   |              |              |              |  |
|  | 10          | Annika Beck       | 7                 | 1           | 1           |  |  |              |                   |              |              |              |  |
|  | ALT         | Julija Putinceva  | 65                | 6           | 6           |  |  | ALT          | Julija Putinceva  | 4            | 6            | 1            |  |
|  |             | Anett Kontaveit   | Anett Kontaveit   | 2           | r           |  |  | 19           | Kimiko Date-Krumm | 6            | 3            | 0r           |  |
|  | 19          | Kimiko Date-Krumm | Kimiko Date-Krumm | 5           |             |  |  |              |                   |              |              |              |  |

### Sezione 11
|  | Primo turno | Primo turno    | Primo turno    | Primo turno | Primo turno |  |  | Ultimo turno | Ultimo turno | Ultimo turno | Ultimo turno | Ultimo turno |  |
|  |             |                |                |             |             |  |  |              |              |              |              |              |  |
|  | 11          | Mónica Puig    | Mónica Puig    | 6           | 6           |  |  |              |              |              |              |              |  |
|  |             | Chan Hao-ching | Chan Hao-ching | 3           | 1           |  |  | 11           | Mónica Puig  | 65           | 6            | 6            |  |
|  |             | Shahar Peer    | Shahar Peer    | 2           | 6(1)        |  |  | 21           | Julia Görges | 7            | 1            | 4            |  |
|  | 21          | Julia Görges   | Julia Görges   | 6           | 7           |  |  |              |              |              |              |              |  |

### Sezione 12
|  | Primo turno | Primo turno            | Primo turno            | Primo turno | Primo turno |  |  | Ultimo turno | Ultimo turno           | Ultimo turno | Ultimo turno | Ultimo turno |  |
|  |             |                        |                        |             |             |  |  |              |                        |              |              |              |  |
|  | ALT         | Alicja Rosolska        | Alicja Rosolska        | 0           | 4           |  |  |              |                        |              |              |              |  |
|  | WC          | Stéphanie Dubois       | Stéphanie Dubois       | 6           | 6           |  |  | WC           | Stéphanie Dubois       | 6            | 3            | 6            |  |
|  | ALT         | Oksana Kalašnikova     | Oksana Kalašnikova     | 1           | 4           |  |  | ALT          | Arantxa Parra Santonja | 2            | 6            | 3            |  |
|  | ALT         | Arantxa Parra Santonja | Arantxa Parra Santonja | 6           | 6           |  |  |              |                        |              |              |              |  |